# Otakar Borůvka
Pour les articles homonymes, voir Borůvka.

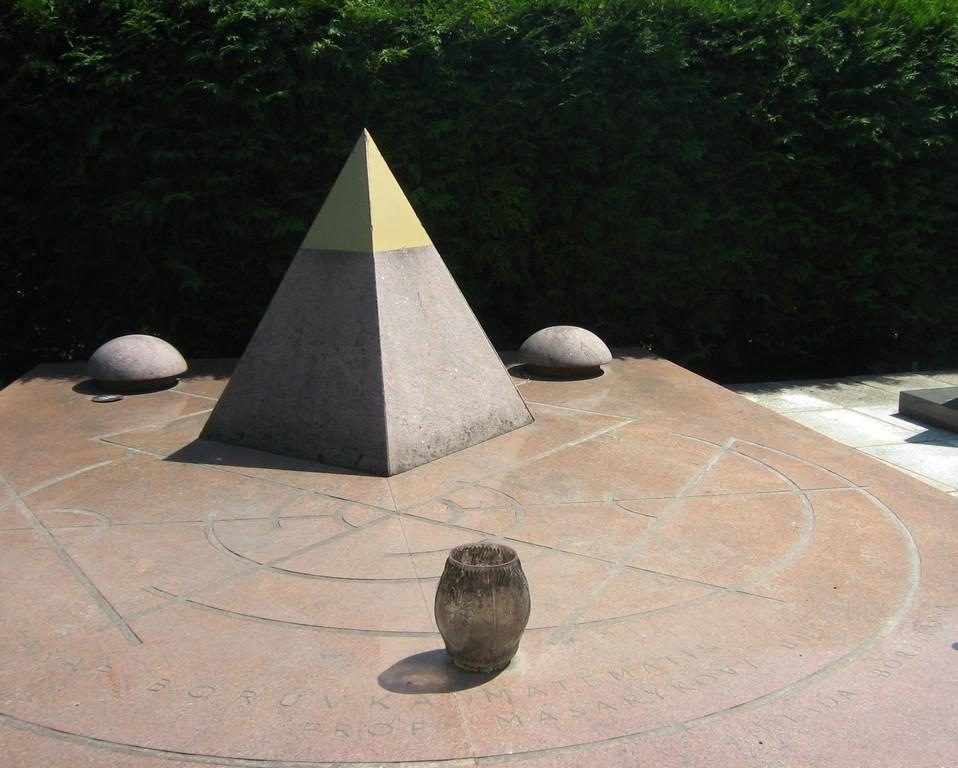
Pierre tombale de Borůvka à Brno.

Otakar Borůvka (10 mai 1899, Uherský Ostroh – 22 juillet 1995, Brno) est un mathématicien tchèque, connu pour ses contributions à la théorie des graphes, publiées longtemps avant qu'elle se soit émancipée comme une discipline mathématique ou informatique.

## Biographie
Otakar Borůvka est né à Uherský Ostroh, une ville de Moravie faisant alors partie de l'Autriche-Hongrie. Il  fait une partie de ses études à Uherské Hradiště, puis des études militaires à partir de 1916 pendant la Première Guerre mondiale à l'École militaire Hranice et à l'Académie militaire de Mödling près de Vienne. Il obtient un diplôme à l'université de Uherské Hradiště en 1918. 
Il étudie ensuite à l'Université des technologies de Brno, puis à l'université Masaryk, où il est notamment assistant de Matyáš Lerch.  
Il soutient une thèse, en 1926, sous la direction de Matyáš Lerch. Sur les conseils d'Édouard Cech, Borůvka étudie notamment les méthodes Élie Cartan qui étaient alors complètement nouvelles. Il passe deux années à Paris (1926-1927 et 1928-1929) et travaille avec Élie Cartan. Après ses études à Paris, il passe le semestre d'hiver 1930-1931 à Hambourg auprès de Wilhelm Blaschke.
En 1934, il est nommé professeur associé à l'université Masaryk où il forme ses premiers étudiants.  Lors de l'occupation de la Tchécoslovaquie en 1939, il est privé d'enseignement. Arrêté par la Gestapo, il s'en réchappe et reprend des activités après la fin de la guerre. En 1946 il devient professeur à l'université Masaryk, où il travaille jusqu'en 1970, quand il prend sa retraite ; il travaille ensuite à  l'Institut de mathématiques de l'Académie des sciences à Brno. Ses travaux concernent la théorie des groupes et des demi-groupes, et principalement les équations différentielles. 
En 1953, il est élu membre correspondant de l’Académie tchèque des sciences, et membre de l’académie en 1964. 
Otakar Borůvka meurt le 22 juillet 1995 à Brno.

## Travaux
Borůvka est surtout connu pour l'article O jistém problému minimálním (Sur un certain problème minimal) publié en 1926, dans lequel il décrit un algorithme de recherche d'arbre couvrant de poids minimal désormais nommé algorithme de Borůvka.

## Livres
- Grundlagen der Gruppoid- und Gruppentheorie, Berlin, Deutscher Verlag der Wissenschaften, coll. « Hochschulbücher für Mathematik » (no 46), 1960.
- Lineare Differentialtransformationen 2. Ordnung, Berlin, Deutscher Verlag der Wissenschaften, coll. « Hochschulbücher für Mathematik » (no 67), 1967.